# Saint-Ouen-d'Attez
Saint-Ouen-d'Attez és un municipi francès situat al departament de l'Eure i a la regió de Normandia. L'any 2007 tenia 269 habitants.

## Demografia

### Població
El 2007 la població de fet de Saint-Ouen-d'Attez era de 269 persones. Hi havia 88 famílies de les quals 16 eren unipersonals (4 homes vivint sols i 12 dones vivint soles), 28 parelles sense fills i 44 parelles amb fills.
La població ha evolucionat segons el següent gràfic:
Habitants censats

### Habitatges
El 2007 hi havia 132 habitatges, 91 eren l'habitatge principal de la família, 29 eren segones residències i 11 estaven desocupats. Tots els 131 habitatges eren cases. Dels 91 habitatges principals, 78 estaven ocupats pels seus propietaris, 9 estaven llogats i ocupats pels llogaters i 4 estaven cedits a títol gratuït; 2 tenien una cambra, 3 en tenien dues, 7 en tenien tres, 25 en tenien quatre i 54 en tenien cinc o més. 84 habitatges disposaven pel capbaix d'una plaça de pàrquing. A 45 habitatges hi havia un automòbil i a 45 n'hi havia dos o més.

### Piràmide de població
La piràmide de població per edats i sexe el 2009 era:
| Homes | Edats   | Dones |
| ----- | ------- | ----- |
| 0     | 95 o +  | 0     |
| 0     | 90 a 94 | 0     |
| 0     | 85 a 89 | 0     |
| 4     | 80 a 84 | 0     |
| 0     | 75 a 79 | 4     |
| 8     | 70 a 74 | 4     |
| 0     | 65 a 69 | 8     |
| 4     | 60 a 64 | 0     |
| 0     | 55 a 59 | 0     |
| 4     | 50 a 54 | 0     |
| 8     | 45 a 49 | 12    |
| 4     | 40 a 44 | 0     |
| 16    | 35 a 39 | 12    |
| 16    | 30 a 34 | 32    |
| 4     | 25 a 29 | 16    |
| 8     | 20 a 24 | 0     |
| 4     | 15 a 19 | 4     |
| 0     | 10 a 14 | 16    |
| 12    | 5 a 9   | 24    |
| 8     | 0 a 4   | 12    |

## Economia
El 2007 la població en edat de treballar era de 182 persones, 119 eren actives i 63 eren inactives. De les 119 persones actives 105 estaven ocupades (53 homes i 52 dones) i 14 estaven aturades (9 homes i 5 dones). De les 63 persones inactives 21 estaven jubilades, 13 estaven estudiant i 29 estaven classificades com a «altres inactius».

### Ingressos
El 2009 a Saint-Ouen-d'Attez hi havia 90 unitats fiscals que integraven 230 persones, la mediana anual d'ingressos fiscals per persona era de 18.162 €.

### Activitats econòmiques
Dels 6 establiments que hi havia el 2007, 1 era d'una empresa de construcció, 2 d'empreses de comerç i reparació d'automòbils, 2 d'empreses immobiliàries i 1 d'una empresa de serveis.
L'únic servei als particulars que hi havia el 2009 era una fusteria.
L'any 2000 a Saint-Ouen-d'Attez hi havia 10 explotacions agrícoles que ocupaven un total de 960 hectàrees.

## Poblacions més properes
El següent diagrama mostra les poblacions més properes.